# Cottus szanaga
Cottus szanaga és una espècie de peix pertanyent a la família dels còtids.

## Hàbitat
És un peix d'aigua dolça, bentopelàgic i de clima temperat.

## Distribució geogràfica
Es troba a Rússia i Mongòlia.

## Observacions
És inofensiu per als humans.